# Labish Village
Labish Village és una concentració de població designada pel cens dels Estats Units a l'estat d'Oregon. Segons el cens del 2000 tenia 376 habitants.

## Demografia
Segons el cens del 2000, Labish Village tenia 376 habitants, 93 habitatges, i 77 famílies. La densitat de població era de 2.419,6 habitants per km².
Dels 93 habitatges en un 49,5% hi vivien nens de menys de 18 anys, en un 57% hi vivien parelles casades, en un 10,8% dones solteres, i en un 17,2% no eren unitats familiars. En el 12,9% dels habitatges hi vivien persones soles el 4,3% de les quals corresponia a persones de 65 anys o més que vivien soles. El nombre mitjà de persones vivint en cada habitatge era de 4,04 i el nombre mitjà de persones que vivien en cada família era de 4,13.
Per edats la població es repartia de la següent manera: un 36,7% tenia menys de 18 anys, un 14,4% entre 18 i 24, un 29,8% entre 25 i 44, un 14,9% de 45 a 60 i un 4,3% 65 anys o més.
L'edat mediana era de 24 anys. Per cada 100 dones de 18 o més anys hi havia 138 homes.
La renda mediana per habitatge era de 29.345 $ i la renda mediana per família de 28.750 $. Els homes tenien una renda mediana de 17.000 $ mentre que les dones 20.000 $. La renda per capita de la població era de 8.789 $. Aproximadament el 12,9% de les famílies i el 10,5% de la població estaven per davall del llindar de pobresa.

## Poblacions més properes
El següent diagrama mostra les poblacions més properes.